# 金子ナンペイ
金子 ナンペイ（かねこ ナンペイ、1968年 - ）は、日本のイラストレーターである。本名「金子 南平（読み同じ）」。神奈川県横浜市出身。

## 経歴
桑沢デザイン研究所を卒業した後、ゲーム会社東亜プランに就職。退社後はフリーのイラストレーターとして活動する。活動開始から一時期はアスキー系の雑誌でのイラストを多く手がけ、中でもゲーム帝国単行本でのイラストが知られる。そのリアルタッチで濃い画風より、「地獄の念力絵師」の異名を持つ。
2018年現在、書籍・雑誌等のイラスト、ポスター・広告・CDジャケットなどのデザインを多数手がける。イラストレーターとしての活動の傍ら、デハラユキノリらとのユニット、「メンペ」(Tokyo Men's Painter Society) において、展覧会「メンペ展」、路上ライブ、インターネットラジオなどの活動を続けている。
ハッスルで活躍するレスラー坂田亘に頼まれて、小池栄子・坂田夫妻が描かれたイラストを制作。ビキニの小池栄子、レスラーパンツの坂田亘が、金子ナンペイ独特の肉感的なタッチで大きく描かれている。そのイラストは、小池・坂田夫妻の寝室に飾られているところをフジテレビの番組「メントレG」（2007年9月2日放映）で紹介された。
2008年にはカウパレード東京in丸の内2008に「ミルクタンク発進!」で作品参加。

## 作品

### 書籍（装丁）
- 『大槻ケンヂのプロレス・格闘技世紀の大凡戦!』（洋泉社）
- 切込隊長＠山本一郎『ニッポン経営者列伝　鳴乎、香ばしき人々』（扶桑社）
- 町山智浩『USAカニバケツ』（太田出版）

他多数

### 雑誌（イラスト）
- 週刊ファミ通「ゲーム帝国」
- 週刊アスキー
- サイゾー
- R25
- わしズム
- ヤングガンガン（読者コーナー挿絵）
- ビッグコミック（表紙イラスト、2011年11月25日〜2021年、日暮修一の後継）

他多数

### CDジャケット
- キリンジ「singles best ～Archives～」
- m-flo「THE REPLACEMENT PERCUSSIONISTS ～Rocket Scientists In Dance～」
- キャプテンハッスル・小川直也/高田モンスター軍・高田総統「ハッスル音頭」
- 柴田英嗣（アンタッチャブル）「だまって俺についてこい」
- HIBIKILLA「濃厚民族」

他多数

### ポスター
- 映画『PARTY7』
- 映画『ROUND 1』
- 「ファイティング・オペラ・ハッスル」シリーズ（興業ポスター、DVDジャケット、その他も手がける）
- 映画『日本以外全部沈没』
- 映画ドラえもん 新・のび太の日本誕生 （2016年、グラフィックイラストレーション）

### ゲーム
- アーケードゲーム『フィグゼイト』
- アーケードゲーム『ナックルバッシュ』
- アーケードゲーム『オセロダービー』（販売：サンワイズ、開発：ケイブ）ディレクターを兼ねる
- ケータイゲーム『モバゲータウン』
- ケータイゲーム『地震家族』

### 画集
- 『金子ナンペイのフキダシたいの。』（白夜書房）